# Maria Domènech i Escoté
Maria Domènech i Escoté (Alcover, Alt Camp, 21 d'abril de 1874 — Barcelona, 27 de gener de 1952) fou una escriptora catalana que signà com a Maria Domènech de Cañellas.
Als vuit mesos va quedar òrfena de pare i als tres anys va anar a viure a Tarragona. Allà col·laborà en nombroses publicacions periòdiques com La Pàtria o Camp de Tarragona, sota el pseudònim de Josep Miralles.
El 1910 s'establí a Barcelona juntament amb el seu marit, el metge tarragoní Francesc Cañellas, i els seus dos fills. Llavors començà la seva carrera literària i l'activitat social.
Col·laborà a revistes com Or y Grana, La Tralla, Feminal, El Poble Català, Renaixement o La Veu de Catalunya.
Participà en el moviment de promoció de la dona, de caràcter filantròpic i educatiu, portat a terme per Francesca Bonnemaison, Dolors Monserdà i Carme Karr.
Feu múltiples conferències en favor de la dona i la seva condició de treballadora arreu de Catalunya i a Madrid. L'any 1912 fundà i presidí la Federació Sindical d'Obreres (de l’Agulla), amb l'objectiu de facilitar a les dones l'accés a la cultura i a l'educació, a més de defensar-ne els drets com a treballadores.

## Obra literària[1]

### Novel·la
- Neus (1914)
- Contrallum (1917)
- Els gripaus d'or (1919)
- Herències (1925)
- Él... (1925)

### Poesia
- Vers i Prosa (1915)
- Al rodar del temps (1946)

Obres presentades als Jocs Florals de Barcelona
- Mireia (1915), 1r accèssit a la Flor Natural[5]
- La Santa mà (1916)
- Varena (1917)
- Alda i Roland (1920)
- Lliberació (1934)
- Pels voltants de la Seu (1934)

### Narracions
- Confidencias (1946, en castellà)

### Teatre
- El sant de la senyora Mercè (1918)
- A Tientas (1922)